# 维尔区
维尔区（法語：Arrondissement de Vire）是法国诺曼底大区卡爾瓦多斯省所辖的一个区。总面积1205.9平方公里，总人口72111，人口密度60人/平方公里（2017年）。主要城镇为维尔诺曼底。

## 辖区
维尔区辖有44个市镇。